# Сибірська республіка

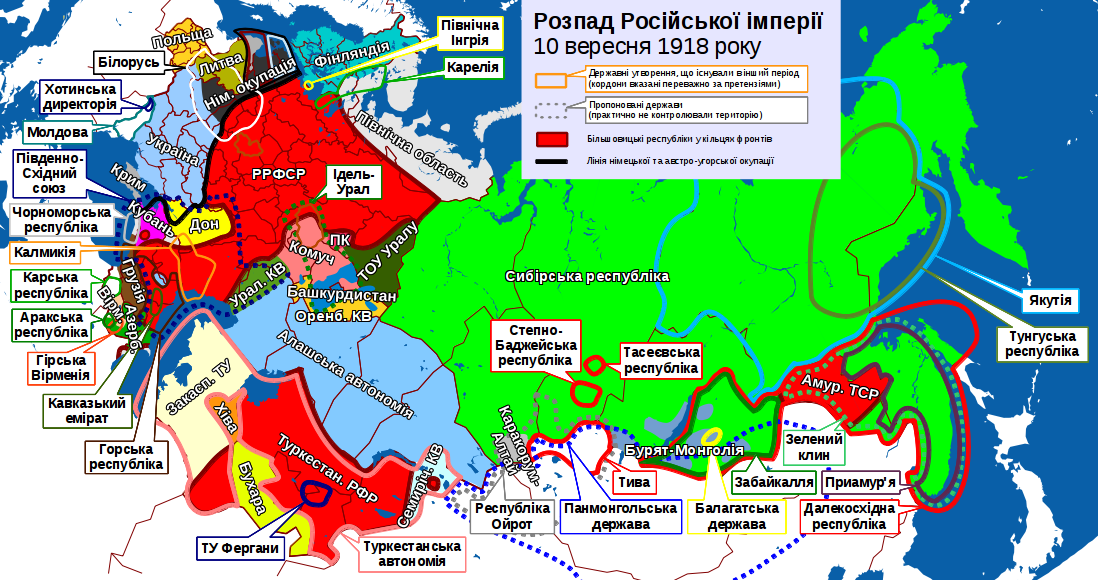
Сибірська Республіка у вересні 1918

|  | Майбутній історик повинен однозначно відзначити, що в 1918 році 4 місяці існувала самостійна Сибірська республіка. (Гінс Г. К. «Сибір, союзники і Колчак») |

Сибірська республіка (рос. Сибирская республика) — самоназва сибірської державності, що існувала чотири місяці (з 17 липня 1918 по 3 листопада 1918) під управлінням Тимчасового Сибірського уряду (на чолі з Петром Вологодським), що діяв з червня по листопад 1918 року на охопленій громадянською війною території Росії від Уралу до Тихого океану, враховуючи Китайсько-Східну залізницю і Харбін. Столицею Сибірської республіки було місто Омськ.

## Передісторія
Поява Сибірської республіки стала результатом багаторічної боротьби сибірських «обласників» за суверенізацію краю (наприклад, в період з грудня 1917 року по травень 1918 «обласники» створили свої органи влади, що були готові прийняти управління Сибіром). Ідейною основою Сибірської республіки стало сибірське обласництво (прихильники якого зайняли більшість міністерських постів в уряді нової держави).

## Історія республіки
Виконавча влада належала Тимчасовому сибірському уряду на чолі з Петром Вологодським, який знаходився в Омську, законодавча влада — Сибірська обласна дума. Основу збройних сил склала Сибірська армія. Вона складалася з кількох десятків тисяч чоловік сибіряків, які мали сильні сепаратистські настрої («віддані біло-зеленому прапору» за висловом одного політика), тому патріотична армія стала однією з опор сибірської державності.
4 липня 1918 в Омську Тимчасовий Сибірський уряд під керівництвом П. В. Вологодського прийняв «Декларацію про державну самостійність Сибіру».
У декларації проголошувалася міжнародна правосуб'єктність, необмеженість і самостійність державної влади Тимчасового Сибірського уряду, а також був прийнятий герб, гімн і прапор автономного Сибіру. Восени 1918 в результаті втечі людей з Європейської Росії вплив «обласників» в самому Сибіру ослаб. З іншого боку корінні народи Сибіру виступили за створення власних національних утворень і не стали підтримувати сибірських обласників.
Усередині Сибірської республіки йшла боротьба між ліберальним (в особі Тимчасового Сибірського уряду) і соціалістичним крилом обласництва (в особі Сибірської обласної думи), яка закінчилася восени 1918 року розпуском Сибірської обласної думи. Одним з наслідків конфлікту стала криза сибірської державності, яка виразилася в розпаді кабінету міністрів, ослабленні цивільної та посиленні військової влади, а також у серії повстань. Ліберали на противагу «обласникам» пішли на союз з загальноросійськими політичними силами і пожертвували ідеєю сибірської державності заради консолідації білих сил для наступу на Москву.
Сибірська республіка була самоліквідована після утворення 23 вересня 1918 року на Державній нараді в Уфі Тимчасового всеросійського уряду, так званої, «Уфімської директорії» (офіційно — Тимчасовий Всеросійське уряд), якій була передана влада над Сибіром згідно з декларацією від 3 листопада 1918 року. Усі повстання незгодних з цим рішенням — були придушені.
3 (4?) листопада 1918 Сибірська республіка, а також всі наявні на сході Росії обласні, національні та козацькі утворення, насильно були змушені об'єднатися з щойно створеним Тимчасовим Всеросійським урядом. Уряд Сибірської республіки було скасовано, а її органи влади були перетворені в органи Тимчасового Всеросійського уряду.

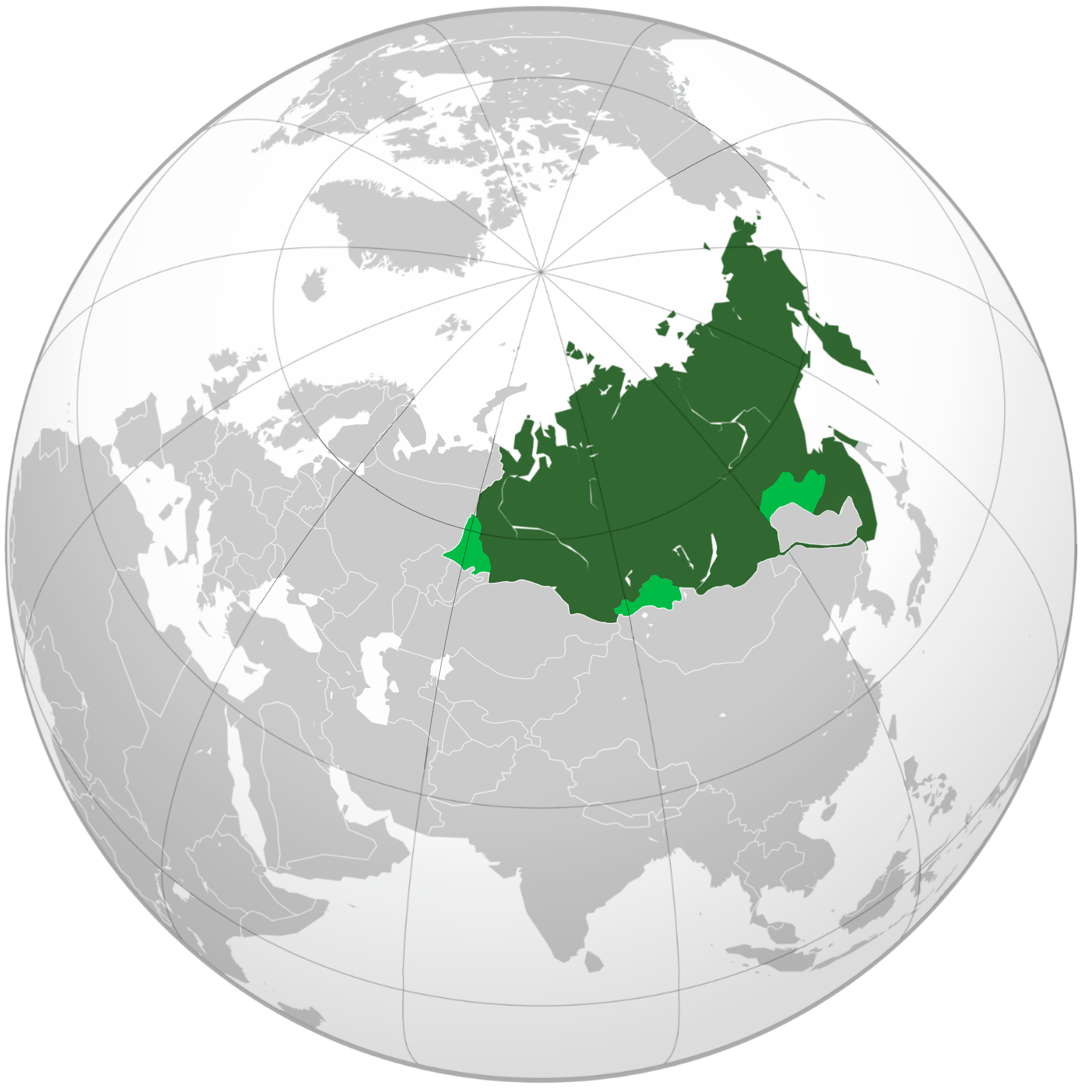
Жовтень 1918 року. Світло-зеленим кольором виділено територіальні претензії та залежні режими: Тимчасовий обласний уряд Уралу, Урянхай та Тимчасовий уряд Амурської області

Причиною зникнення Сибірської республіки стало витіснення в умовах громадянської війни ідеї (та її носіїв) сибірського краю загальноросійськими політичними силами. Від Сибірської республіки залишилися тільки  нечисленні прихильники сибірського краю, які протягом 1919 намагалися відродити сибірську державність, але їх спроби закінчилися жорстким придушенням.

### Сучасність
На початку 1990-х років ідея Сибірської республіки була відроджена. У березні 1992 року відбувся З'їзд народних депутатів Сибіру за участі 136 делегатів — депутатів усіх сибірських регіонів. На ньому Аман Тулєєв заявив, що «Центр штовхає нас до створення нікому не потрібної Сибірської Республіки». У той же час представник Тюмені Б. Перов пропонував таке: «З'їзд приймає декларацію про державну незалежність Сибіру та проголошує себе вищим органом державної влади Сибіру, при цьому усі органи колоніальної російської влади на місцях скасовуються…». Був створений ряд партій на організацій, що виступали за автономію або незалежність Сибіру.
У 2000-х нова генерація сибірських обласників об'єдналася у «Сибірську Раду», а на основі сибірських діалектів російської була розроблена сибірська мова.
Новий поштовх суспільних настроїв спалахнув після позитивного визнання владою Кремля та підтримкою, так званих ДНР та ЛНР. Відбуваються мітинги, ходи та інші акції активістів, які вимагають як мінімум — автономії Сибіру і більше прав для місцевих органів влади, справедливості у розподілі доходів з видобутку газу та нафти, а також пільг для населення, яке вимушене жити в суворих Сибірських умовах.

## Марш за федералізацію Сибіру
Прикладом наростаючого незадоволення населення Сибіру є «Марш за федералізацію Сибіру», що було заплановано провести 17 серпня 2014 року у Новосибірську. Цей марш завчасно викликав справжній резонанс в російському суспільстві. Спецслужби Росії заблокували майже всі спільноти зустрічі в соціальних мережах, які швидко набували популярності та попередили про можливе блокування усі ресурси та ЗМІ як російські так і закордоном, які розповсюджували інформацію про цей Марш, зокрема і українські ЗМІ і заборонили проведення маршу, оскільки він загрожував «непорушності конституційного ладу, територіальної цілісності і суверенітету РФ»

## Історіографія
Питання про характер Сибірської республіки є предметом дискусії серед фахівців. Історик А. В. Сушко каже про створення сибірської державності в роки громадянської війни. На думку ж О. Ф. Гордєєва, на території Сибіру в роки громадянської війни існували не повноцінні держави, а тимчасові державні утворення. Під тимчасовими державними утвореннями він має на увазі ті, що мають деякі ознаки державних політичних утворень на території Сибіру, що існували в роки громадянської війни 1918—1920 років і управлялися антибільшовистськими урядами. Термін «тимчасові державні утворення» стосовно до антибільшовицького Сибіру вперше ввів Ю. Г. Лончаков. А на думку А. Н. Нікітіна, в роки громадянської війни йшло становлення державності в Сибіру.